# سوزان هارلی
سوزان هارلی (انگلیسی: Susan Hurley؛ زاده ۱۶ سپتامبر ۱۹۵۴ – درگذشته ۱۶ اوت ۲۰۰۷) فیلسوف ارمنی‌تبار اهل بریتانیا بود. استاد بخش سیاست و مطالعات بین‌المللی در دانشگاه وارویک در سال ۱۹۹۴ بود، همچنین از سال ۲۰۰۶ استاد فلسفه در دانشگاه بریستول و اولین زنی بود که با کالج آل سولز ثروتمندترین کالج آکسفورد همکاری کرد. او با نوشتن کتاب در زمینه فلسفه عملی و ذهنی این رشته ها را به هم نزدیک تر کرد. مطالعات او در زمینه منابع مختلف علوم اجتماعی و علوم انسانی متمرکز بود و او را به طور گسترده‌ای می توان یک طبیعت گرا و محقق در رشته‌های مختلف علمی دانست.